# 歯間ブラシ

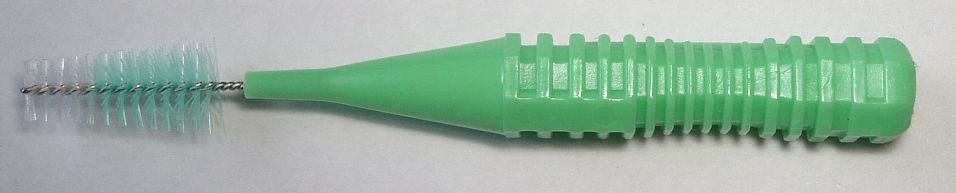
歯間ブラシ

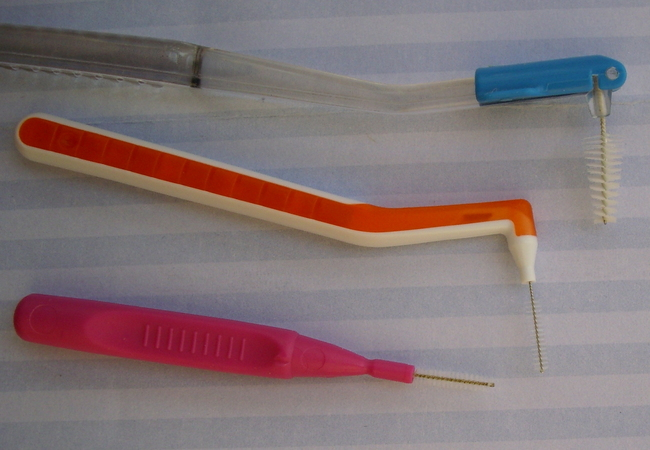
歯間ブラシ各種

歯間ブラシ（しかんブラシ）とは、歯間、歯と歯肉間の汚れ（歯垢、食物残滓など）を清掃する道具である。
毛が植えられている部分を、歯間、または歯と歯肉間に入れてゆっくり動かしていく事で、汚れを除去できる。奥歯に使う場合は、ブラシを曲げて使う。サイズは各種あるので、歯の状態にあったものを選択すること。
歯間ブラシを乱暴に利用すると、歯肉を傷めたり、歯が磨耗することがあるので注意を要する。また、ブラシが軽く歯肉にあたった程度で出血するようであれば、歯科を受診する方がよい。歯周病などの可能性があるからである。
電動の歯間ブラシもある。